# Loviisa
Loviisa (Lovisa en suédois) est une ville de la côte sud-est de la Finlande, dans la région d'Uusimaa.

## Géographie
La ville se situe à 87 km à l'est de la capitale Helsinki via la nationale 7 (E18). Les communes voisines sont Pernå à l'ouest et Ruotsinpyhtää à l'est.

## Histoire

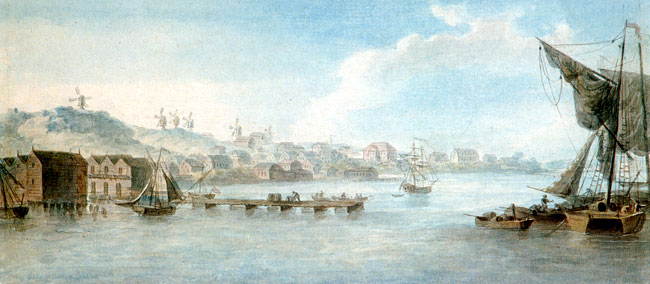
Le port de Loviisa en 1808, par Gavril Sergejev

La ville trouve son origine dans les défaites successives de la Suède dans ses guerres face à la Russie au cours du XIXe siècle.
C'est d'abord la Grande Guerre du Nord et son traité de Nystad de 1721 humiliant pour les Suédois qui perdent l'essentiel de la Carélie et leur grande place forte et centre commercial de l'Est, Vyborg.
Les deux villes frontières deviennent alors Lappeenranta et surtout Hamina, la dernière étant créée de toutes pièces pour surveiller la frontière.
Enfin, à la suite de la Guerre russo-suédoise de 1741-1743 et au Traité d'Åbo, Hamina et Lappeenranta se retrouvent en Russie, la nouvelle frontière glissant encore de quelques dizaines de kilomètres vers l'ouest jusqu'au fleuve Kymijoki. Le même problème qui s'était posé 22 ans plus tôt est à nouveau d'actualité : les Suédois n'ont plus aucune ville ni forteresse digne de ce nom qui défende la frontière.
C'est dans ce contexte qu'intervient la création de Loviisa. La nouvelle ville est fondée en 1745 dans une zone peuplée majoritairement de pêcheurs suédophones, à faible distance de Porvoo et à seulement 14 km de la nouvelle frontière. Elle tire son nom de la princesse Lovisa Ulrika (Louise Ulrique), épouse du roi de Suède Adolphe Frédéric de Suède.
La nouvelle cité, située au fond d'une baie abritée, est lourdement fortifiée par la forteresse de Loviisa.
En plus de cela, les Suédois construisent sur une petite île du Golfe de Finlande à faible distance de Loviisa un second fort, la forteresse marine de Svartholm, seulement devancée en taille par Suomenlinna.
Le redoutable système de fortification est abandonné avec quelques centaines d'hommes dès le début de la Guerre de Finlande et le gros des troupes suédoises se retire en Ostrobotnie. Les occupants ne tiennent que peu de temps face à l'offensive russe et capitulent dès avant le printemps 1808, quelques semaines après le début de la guerre.
Au début de l'époque du Grand-duché de Finlande, les Russes utilisent les fortifications de Loviisa et la ville conserve une certaine importance stratégique de gardienne de la côte sud. Cela lui vaudra d'être lourdement bombardée par les troupes franco-anglaises et de brûler en quasi-totalité en 1855 lors de la Guerre de Crimée.
La ville est reconstruite en bois avec quelques bâtiments néoclassiques en pierre (Hôtel de ville de 1856, église de 1865...). C'est ce visage qu'elle offre aujourd'hui au visiteur car la cité a connu une période d'assoupissement prolongée, manquant complètement la révolution industrielle.

## Démographie
Depuis 1980, la démographie de Loviisa a évolué comme suit, :
| Année      | 1980   | 1985   | 1990   | 1995   | 2000   | 2005   |
| ---------- | ------ | ------ | ------ | ------ | ------ | ------ |
| population | 17 587 | 17 143 | 16 970 | 16 347 | 15 833 | 15 683 |

| Année      | 2010   | 2015   | 2021   |
| ---------- | ------ | ------ | ------ |
| population | 15 595 | 15 424 | 14 744 |

## Économie

### Industrie nucléaire
En 1977 se déroule l'inauguration du premier réacteur de la centrale nucléaire de Loviisa, première centrale nucléaire finlandaise (groupe Fortum). Le second est terminé en 1981. L'île de Hastholmen abrite quant à elle depuis 1993 le centre national de stockage des déchets radioactifs de faible et moyenne activité.

### Principales entreprises
En 2021, les principales entreprises de Loviisa par chiffre d'affaires sont :
| Société                      | C.A.  |
| ---------------------------- | ----- |
| Disas Fish Oy                | 50 M€ |
| Loval Oy                     | 31 M€ |
| Teampac Oy                   | 18 M€ |
| Disas Caviar Oy Ltd          | 17 M€ |
| Kuusisen Kala Oy / Tehdas    | 17 M€ |
| Boomeranger Boats Oy         | 16 M€ |
| NovoChem Oy                  | 13 M€ |
| K-Supermarket Loviisa-Lovisa | 12 M€ |
| Eltete TPM Oy                | 11 M€ |
| Forsby Gård Oy Ab            | 7 M€  |

### Employeurs
En 2021, les plus importants employeurs privés de Loviisa sont:
| Employeur                           | Employés |
| ----------------------------------- | -------- |
| Loval Oy                            | 240      |
| Eltete TPM Oy                       | 67       |
| Teampac Oy                          | 61       |
| LFS Lovisa Forwarding & Stevedoring | 47       |
| Esperi Hoivakoti Loviisan Ulrika    | 43       |
| Boomeranger Boats Oy                | 40       |
| K-Supermarket Loviisa-Lovisa        | 37       |
| Valko Kartano                       | 29       |
| E-Ympäristöpalvelut Itä Oy          | 28       |
| LPOnet                              | 27       |

## Administration

### Conseil municipal
Les 35 conseillers municipaux sont répartis comme suit:
| Parti   | Parti                              | Sièges 2021–2025 |
| ------- | ---------------------------------- | ---------------- |
|         | Parti social-démocrate de Finlande | 7                |
|         | Parti de la Coalition nationale    | 6                |
|         | Vrais Finlandais                   | 2                |
|         | Ligue verte                        | 2                |
|         | Alliance de gauche                 | 0                |
|         | Parti du centre                    | 4                |
|         | Chrétiens-démocrates               | 0                |
|         | Parti populaire suédois            | 14               |
|         | Avoin Puolue                       | 0                |
| Sources |                                    |                  |

### Subdivisions administratives
Les conurbations de Loviisa sont:
| # | Conurbations              |
| 1 | Loviisan keskustaajama    |
| 2 | Koskenkylä                |
| 3 | Tesjoki                   |
| 4 | Liljendalin kirkonkylä    |
| 5 | Ruotsinpyhtään kirkonkylä |
| 6 | Pernajan kirkonkylä       |
| 7 | Isnäs                     |
| 8 | Kuggom                    |

et les villages de Loviisa sont:
| nom finnois   | nom suédois |
| Antinkylä     | Antby       |
| Fantsnäs      |             |
| Hakalehto     | Hagalund    |
| Haravankylä   | Räfsby      |
| Hattom        |             |
| Isnäs         |             |
| Källa         |             |
| Köpbacka      |             |
| Myllyharju    | Kvarnåsen   |
| Määrlahti     | Märlax      |
| Rauhala       | Fredsby     |
| Svartholma    | Svartholm   |
| Svenäs        |             |
| Uusikaupunki  |             |
| Nystaden      | Nystan      |
| Valko         | Valkom      |
| Valkolampi    | Valkomträsk |
| Vanhakaupunki | Gamlastan   |
| Varvi         | Varvet      |
| Vårdö         |             |
| Tesjoki       | Tessjö      |

## Lieux et monuments
- Place du marché de Loviisa[8]
- Église de Loviisa
- Tour d'observation de Kukkukivi
- Forteresse de Svartholm[8]
- Mairie de Loviisa
- Musée municipal de Loviisa[8]
- Centrale nucléaire de Loviisa[8]
- Musée de Viirilä
- Église de Ruotsinpyhtää
- Église de Pernå
- Bastions Ungern et Rosen[8]
- Petit musée du commerce de Finlande

## Transports
Loviisa est traversée par la  route nationale 7 (E18), la route régionale 167, la route régionale 170, la route régionale 176 et la route régionale 178.
Au sud de Loviisa, dans le quartier Valko, il y a un port pour le transport de bois, de vrac et de marchandises.
La route régionale 178 relie le port à la route nationale 7.
La ligne Lahti–Loviisa (fi) relie Loviisa à Lahti, où il y a des correspondances avec le reste de la Finlande.

## Jumelages
| Ville | Ville             | Pays | Pays     |
| ----- | ----------------- | ---- | -------- |
|       | Haapsalu City (d) |      | Estonie  |
|       | Hillerød          |      | Danemark |
|       | Horten            |      | Norvège  |
|       | Kahramanmaraş     |      | Turquie  |
|       | Karlskrona        |      | Suède    |
|       | Paks              |      | Hongrie  |
|       | Varach            |      | Ukraine  |
|       | Ólafsfjörður      |      | Islande  |

## Personnalités
- Wladimir Swertschkoff (1821-1888), peintre russe de vitraux.
- Theodor Avellan (1839-1916), amiral de la marine impériale russe.
- Verner Weckman (1882-1968), champion olympique de lutte en 1908.

## Galerie

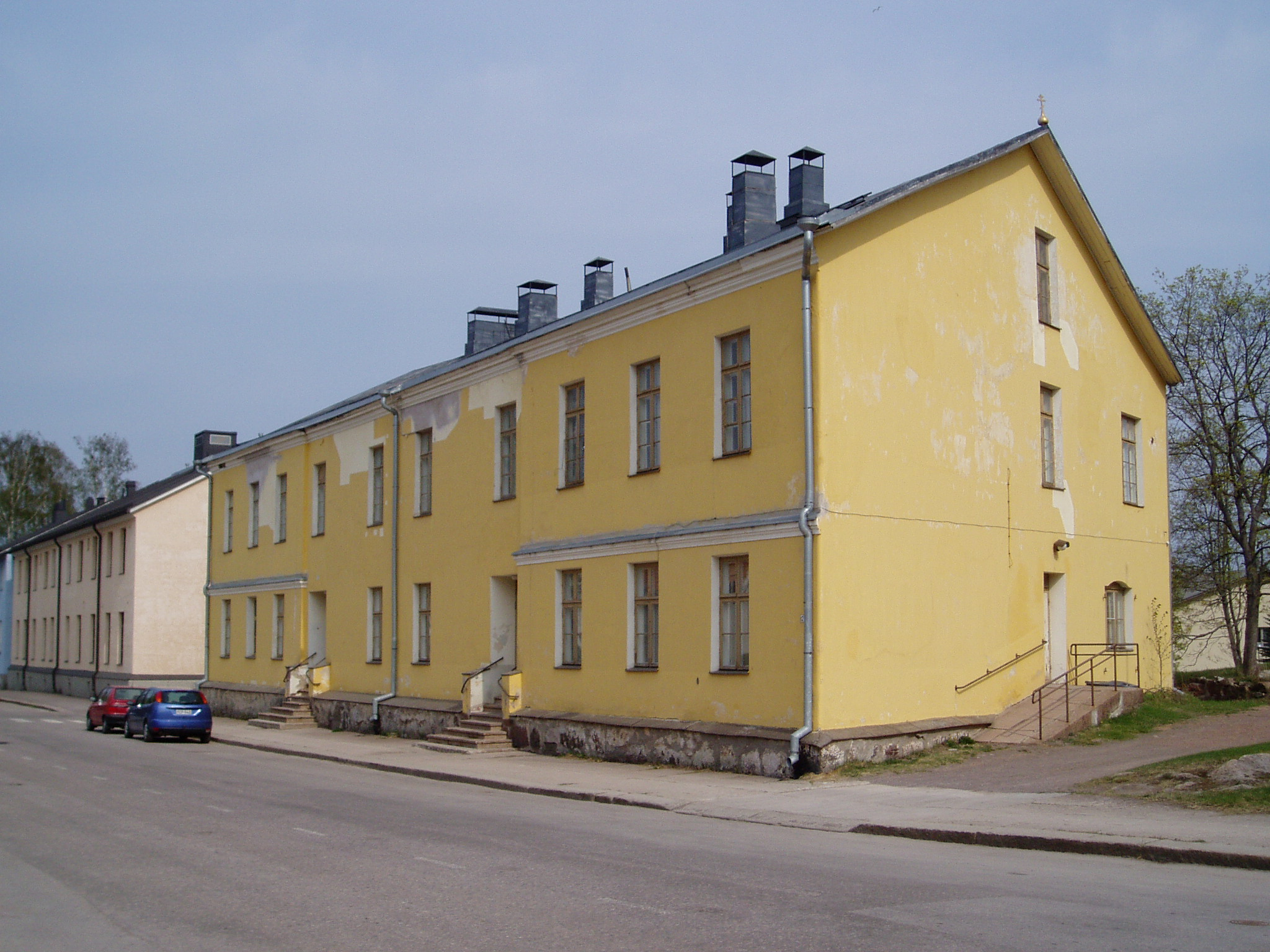
Anciennes casernes des années 1750.
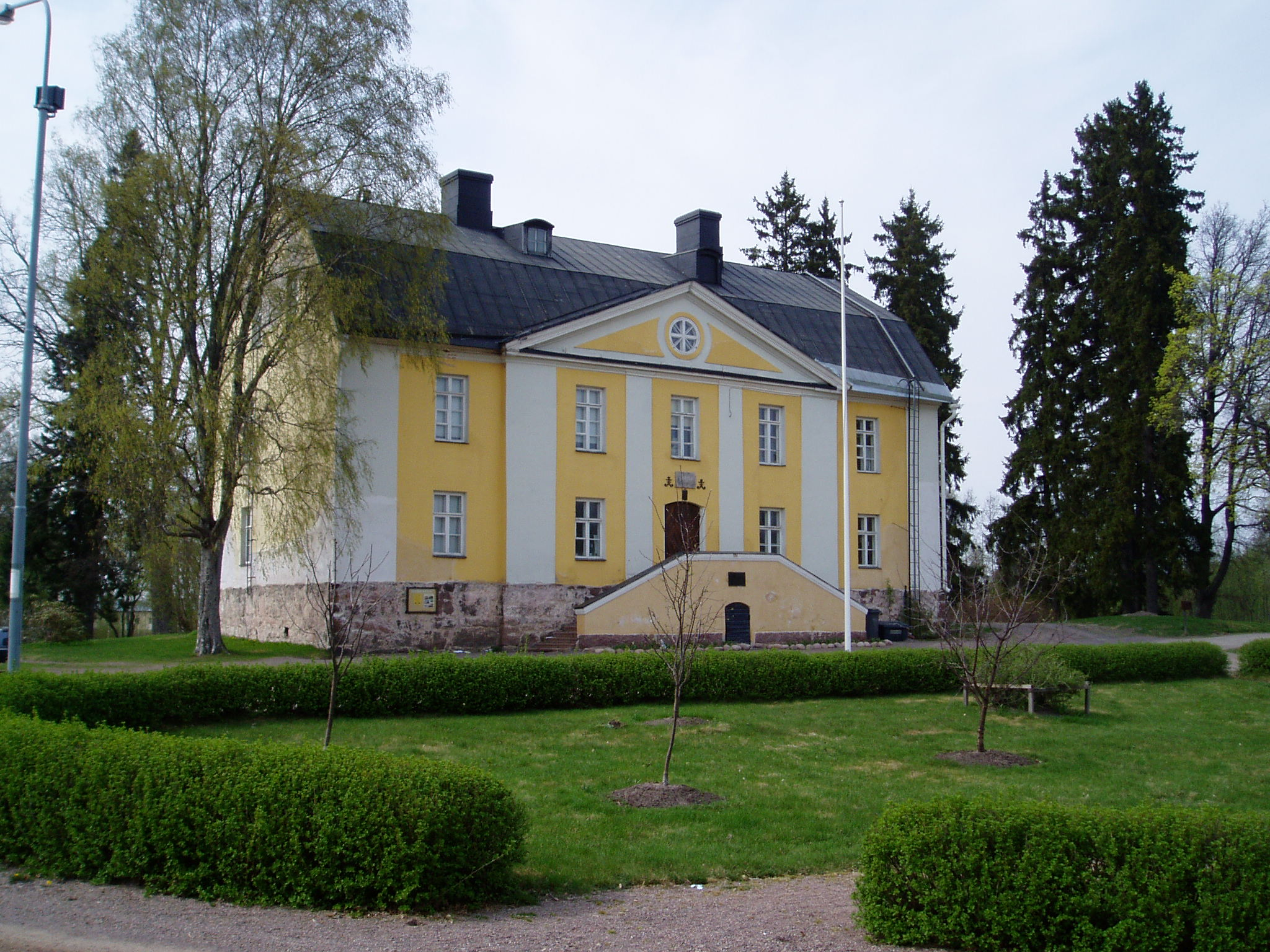
Maison du commandant.
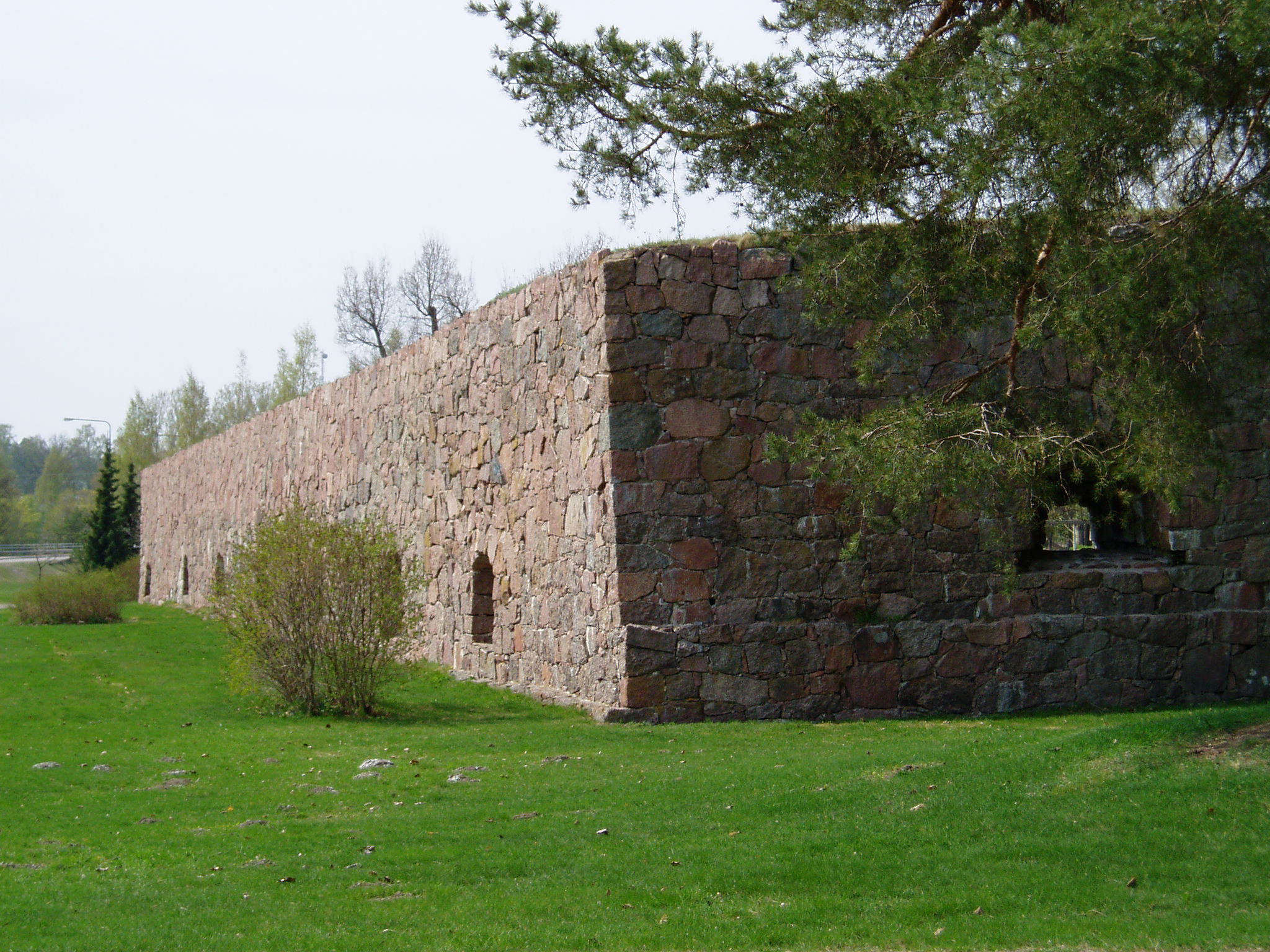
Bastion Ungern.
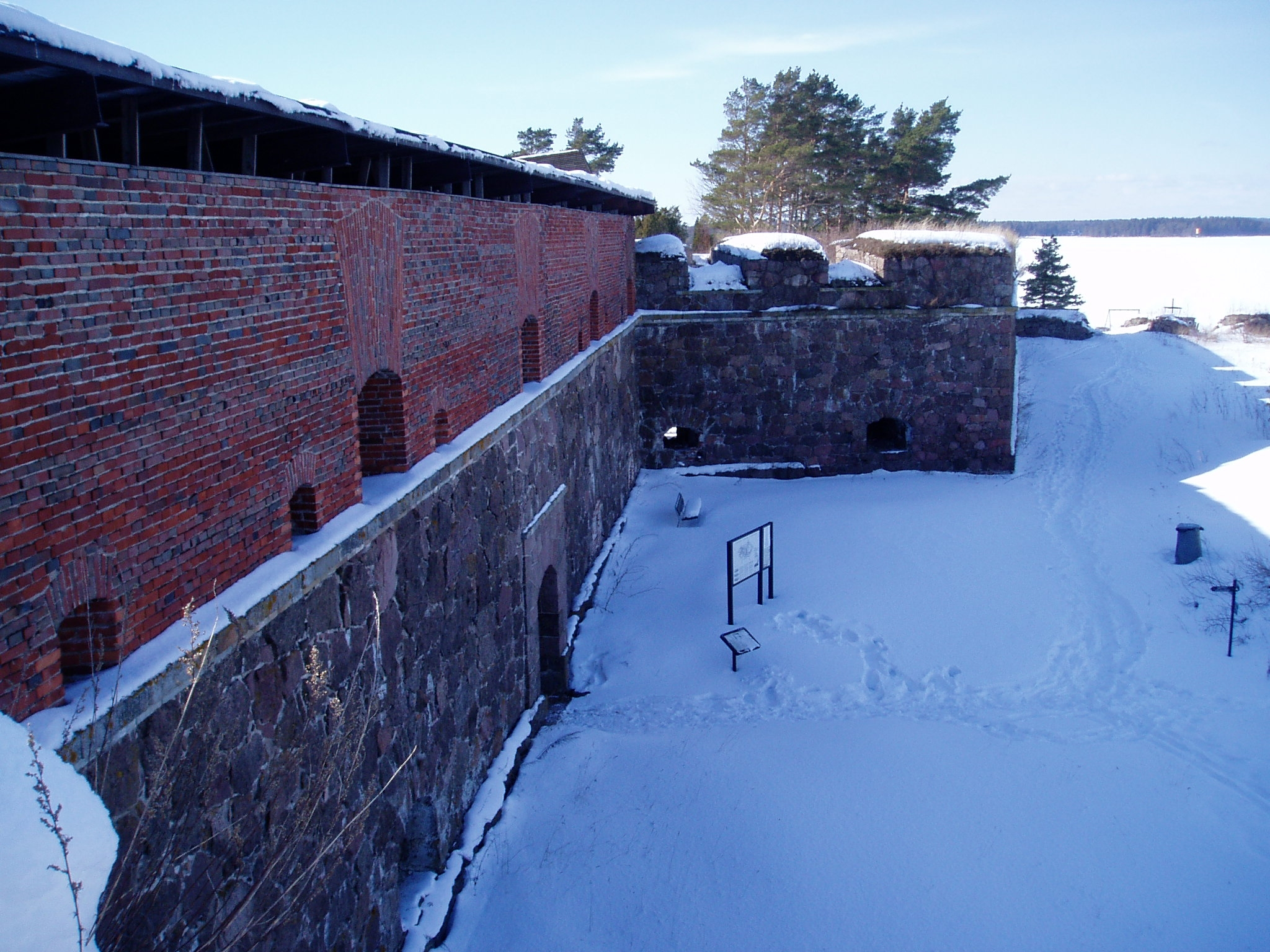
Forteresse de Svartholm.

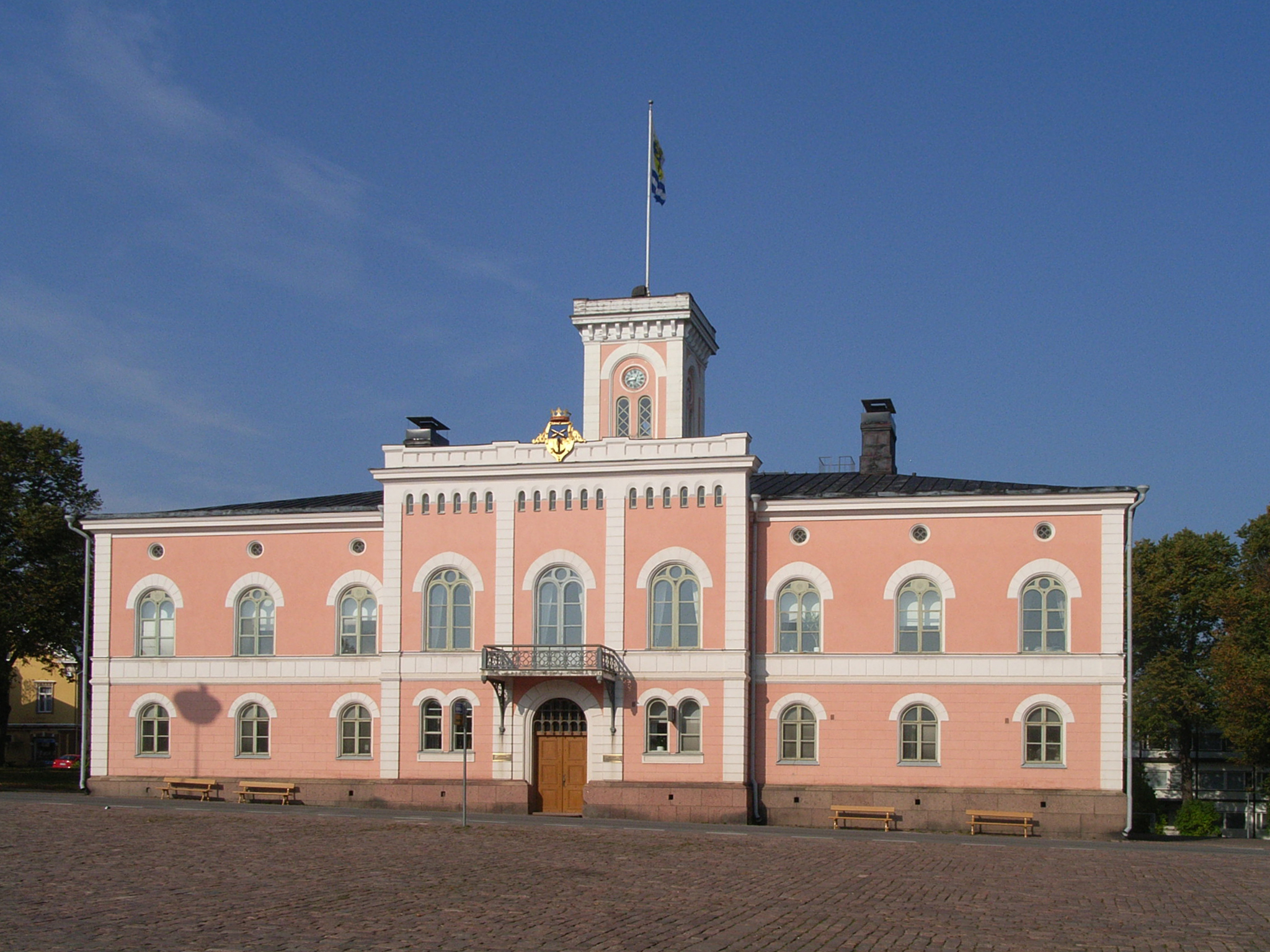
Mairie de Loviisa.
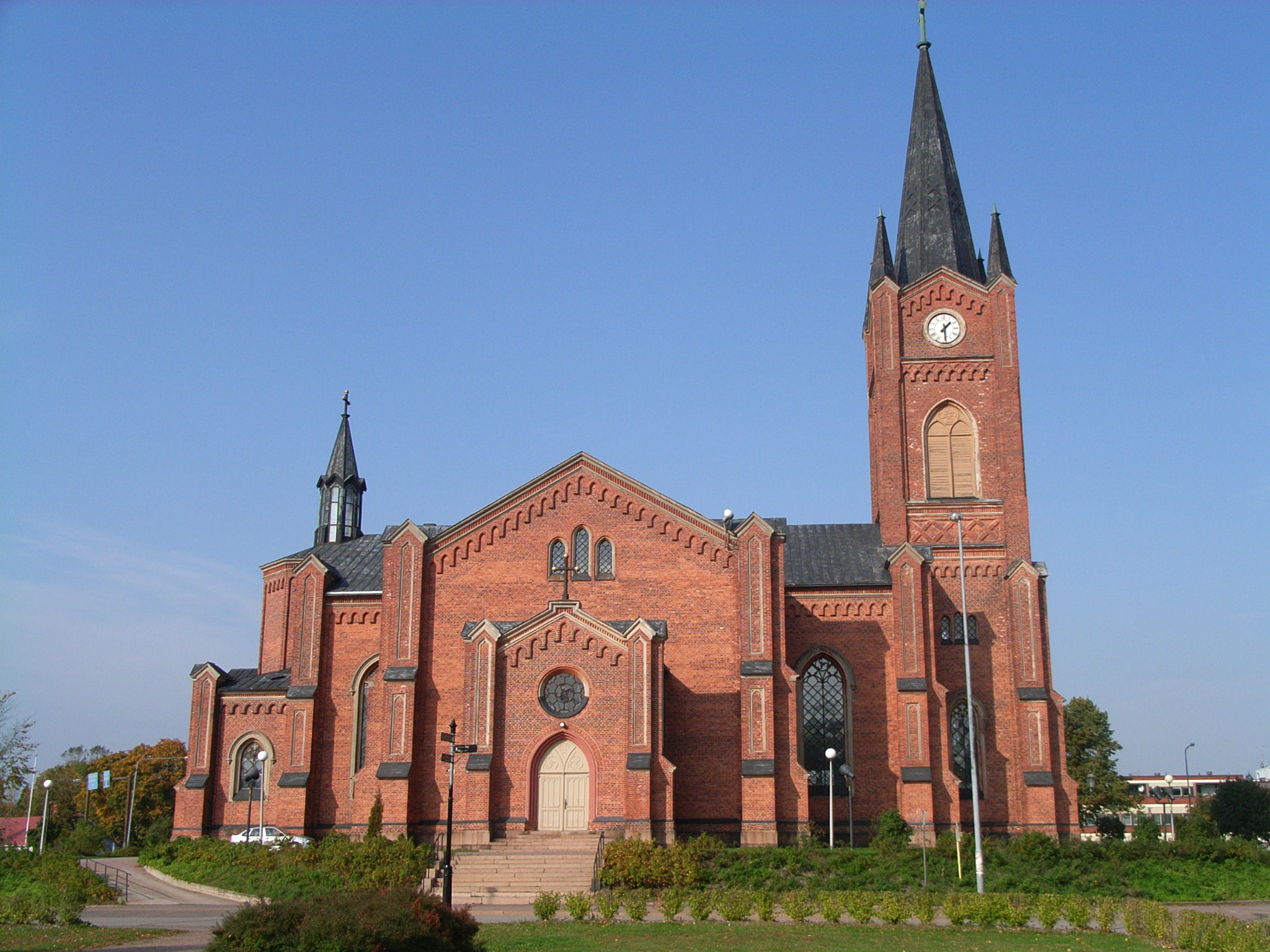
Église de Loviisa.
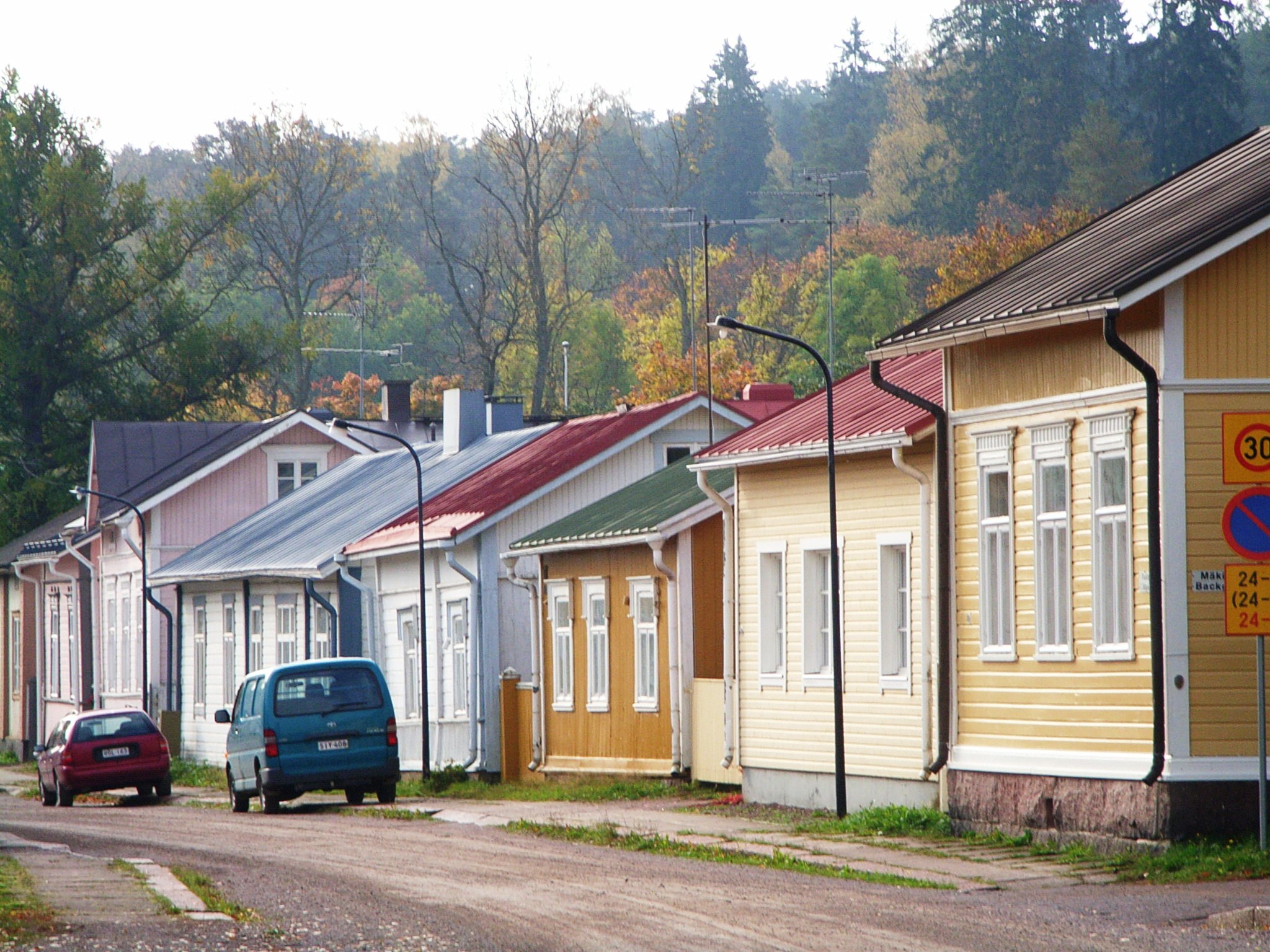
Maisons en bois de Loviisa.
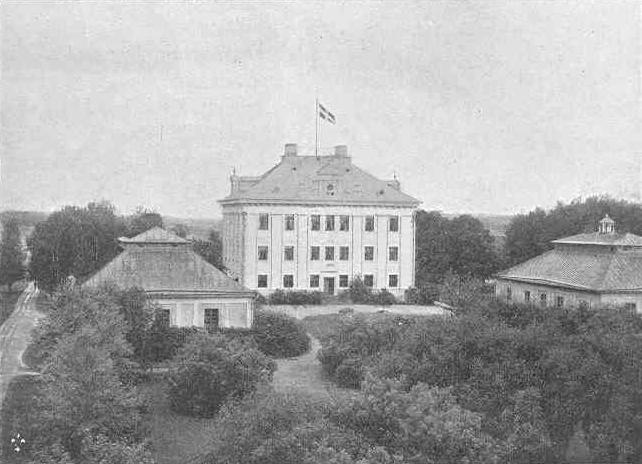
Manoir de Sarvilahti